# Franz Wilhelm Dollinger
Franz Wilhelm Dollinger (* 17. Mai 1962 in Bad Homburg) ist ein deutscher Jurist. Er ist seit dem 2. Januar 2014 Richter am Bundesverwaltungsgericht.

## Leben und Wirken
Dollinger trat nach Abschluss seiner juristischen Ausbildung 1992 in den Justizdienst des Landes Baden-Württemberg ein und war zunächst beim Verwaltungsgericht Karlsruhe tätig. Von 1994 bis 1995 war er an das Landratsamt Enzkreis, anschließend mehrere Jahre als wissenschaftlicher Mitarbeiter an das Bundesverfassungsgericht abgeordnet. Nach einer Abordnung an das Landessozialgericht Baden-Württemberg wurde er 2004 zum Richter am Landessozialgericht ernannt. 2007 erfolgte seine Ernennung zum Vizepräsidenten des Sozialgerichts Karlsruhe. 2013 wurde er zum Vorsitzenden Richter am Landessozialgericht ernannt.
Das Präsidium des Bundesverwaltungsgerichts wies Dollinger zunächst dem u. a. für das öffentliche Dienstrecht zuständigen 2. Revisionssenat zu.